# Makedonská pravoslavná církev
Makedonská pravoslavná církev (makedonsky Македонска православна црква / Makedonska pravoslavna crkva) je pravoslavná církev s působností na území Severní Makedonie. K pravoslaví se hlásí přibližně 65% obyvatel země.
Je členěna do 8 eparchií v Severní Makedonii a další 4 její eparchie se nacházejí na území jiných států.
V roce 2022 byla církev uznána Konstantinopolským patriarchátem.

## Historie

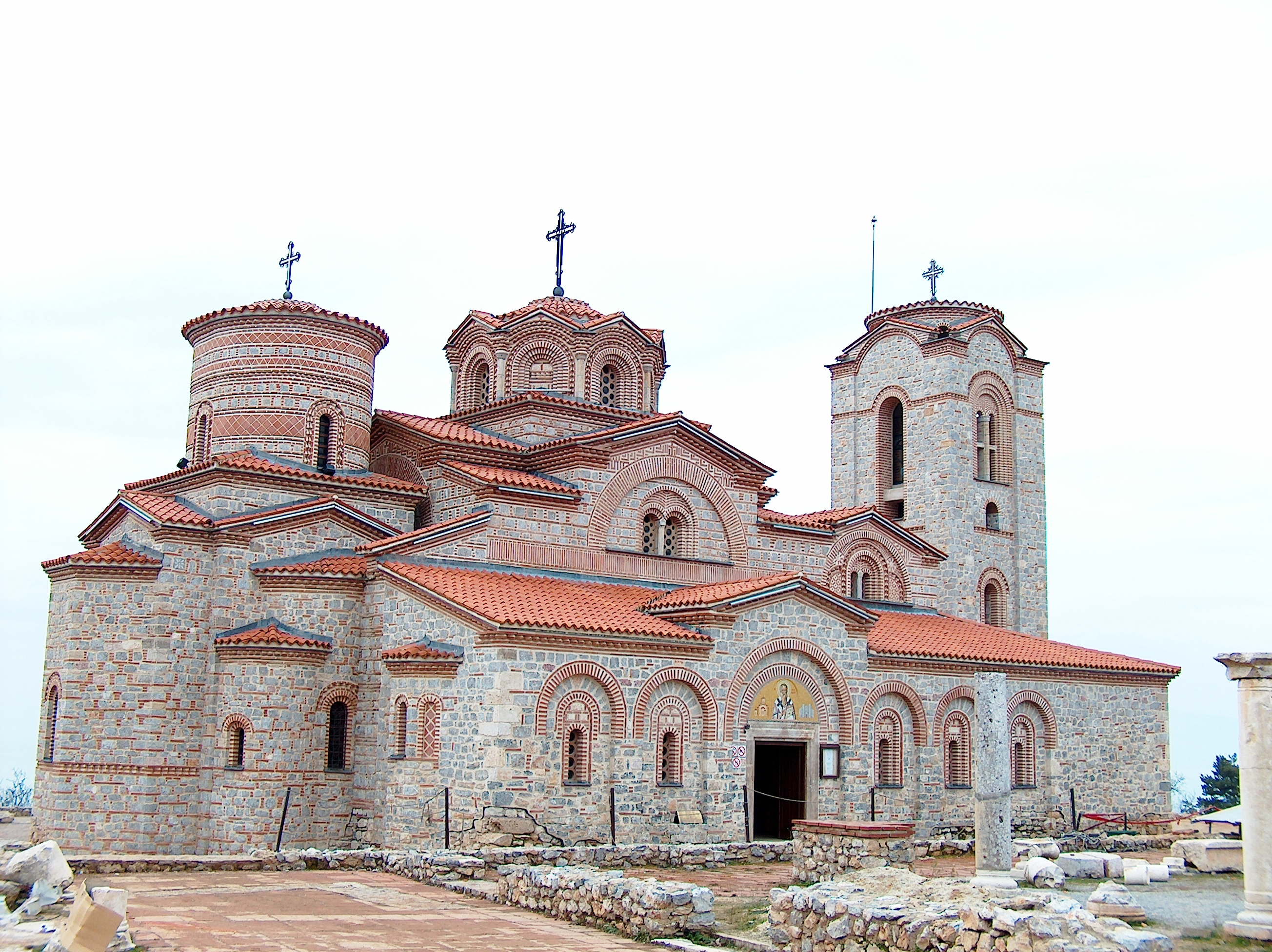
Klášterní chrám sv. Klimenta a Pantelejmona v Ochridu

Církev vznikla v roce 1958, kdy byl srbský nejsvětější synod nucen uznat autonomii makedonské církve. Do té doby působila na území jugoslávské Makedonie srbská pravoslavná církev. Vznik vlastní církve měl přispět k posílení postavení Makedonců jako samostatného národa. Uznat samostatnost makedonské církve však Srbové v roce 1967 odmítli. Autokefalita makedonské pravoslavné církve byla výsledkem makedonských snah zvýšit míru své rovnoprávnosti ve vztahu s ostatními republikami tehdejší Jugoslávie, což bylo možné realizovat teprve po velkých změnách vnitřní politiky po Brionském plénu.
Makedonská církev navazuje na ochridskou církev zrušenou v roce 1767, která byla prohlášena za původní makedonskou církev. Přestože makedonská církev nebyla do roku 2022 uznána dalšími pravoslavnými církvemi, začala vytvářet vlastní strukturu a školy a makedonština se stala jejím církevním jazykem.
Ekumenický konstantinopolský patriarchát církev uznal v roce 2022.

## Autokefalita
Až v roce 2002 byla podepsána mezi srbskou a makedonskou církví dohoda o faktické nezávislosti makedonské církve. Svatý synod makedonské církve přesto tehdy dohodu odmítl.
V roce 2022 byla uznána Konstantinopolským patriarchátem.